# 柏林华沙大街车站
华沙大街站（德語：Bahnhof Berlin Warschauer Straße）是德国柏林地铁和柏林快铁共用的一个车站，柏林地铁与快铁车站相距约150米，位于腓特烈斯海因-克罗伊茨贝格區，途经的线路有：柏林地铁3号线、5号线、7号线、75号线。
车站名称来自施普雷河沿岸的华沙大街（以波兰首都华沙命名）。

## 邻近景观
- 奥伯鲍姆桥
- 东方画廊